# Raquel Tavares
Raquel Tavares (Lisboa, 11 de enero de 1985) es una cantautora portuguesa.
Junto con otras cantantes como Aldina Duarte, Mafalda Arnauth y Joana Amendoeira, Tavares forma parte de una nueva generación de fadistas.
Tras ganar la Grande Noite do Fado en 1997, ha sido premiada con el Prémio Amália Rodrigues (2006) y el Prémio Revelação de la Casa da Imprensa (2007).
En 2004, protagonizó un papel secundario como cantante de fado en la película O Milagre Segundo Salomé de Mário Barroso, y en 2007 participó en un álbum tributo a Adriano Correia de Oliveira.
También participó en varios programas televisivos de competencia de baile como Dança Comigo y Dança com as Estrelas.

## Discografía
- 1999 - Porque Canto Fado (Metro-Som)[8]
- 2006 - Raquel Tavares (Movieplay Portuguesa)[9]
- 2008 - Bairro (Movieplay Portuguesa)[10]
- 2016 - Raquel (Sony Music)